# Nabugabo-See
Der Nabugabo-See (Lake Nabugabo) ist ein See im ugandischen Distrikt Masaka, etwa von 15 km östlich der Stadt Masaka. 

## Beschreibung
Er hat eine maximale Länge von 8,2 km und eine maximale Breite von 5 km. Der sumpfige See ist dem Ufer des Viktoriasees vorgelagert und wurde schon vor 3.700 Jahren durch eine Sandbarriere vom Viktoriasee abgetrennt.
Der See ist als Badesee bekannt, da dort keine Bilharzia-Gefahr bestehen soll. Es gibt einige einfache Hotels, die mit dem Taxi von Masaka einfach erreicht werden können.

## Flora und Fauna
An seinen Ufern wachsen unter anderem Loudetia, Miscanthus violaceus, Nymphaea lotus und Nymphaea caerulea, Papyrus, Vossia cuspidata und Torfmoos. Seit der Trennung vom Viktoriasee haben sich mindestens fünf endemische Arten von Buntbarschen im See herausgebildet. 
In den 1960er Jahren wurden im See die Buntbarscharten Oreochromis niloticus, Oreochromis leucosticus und Coptodon zillii, sowie der Nilbarsch (Lates niloticus) zur Fischproduktion ausgesetzt, was sehr negative Folgen auf das natürliche Ökosystem des Sees hat.

### Fischarten im See
Folgende Fischarten wurden in den Jahren 1998 bis 2000 im See gefangen:
- Äthiopischer Lungenfisch (Protopterus aethiopicus)
- Gnathonemus victoriae
- Gnathonemus longibarbis
- Petrocephalus degeni
- Brycinus sadleri
- Rastrineobola argentea
- Enteromius apleurogramma
- Enteromius radiatus
- Enteromius kerstenii
- Schilbe intermedius
- Clarias gariepinus
- Clarias alluaudi
- Clarias werneri
- Synodontis afrofischeri
- Lacustricola pumilus, nur in Sümpfen in der Nähe des Sees
- Astatoreochromis alluaudi
- Haplochromis annectidens, endemisch
- Haplochromis beadlei, endemisch
- Haplochromis nubilus
- Haplochromis simpsoni, endemisch
- Haplochromis velifer, endemisch
- Haplochromis (Psammochromis) sp.
- Vielfarbiger Maulbrüter (Pseudocrenilabrus multicolor), nur in Sümpfen in der Nähe des Sees
- Aethiomastacembelus frenatus

Eingeführte Arten:
- Nilbarsch (Lates niloticus)
- Coptodon rendalli
- Oreochromis niloticus
- Oreochromis leucostictus